# Eupetaurus
Eupetaurus is een geslacht van zoogdieren uit de familie van de eekhoorns (Sciuridae). De wetenschappelijke naam van het geslacht werd in 1888 gepubliceerd door Oldfield Thomas.

## Soorten
Er worden 3 soorten in dit geslacht geplaatst:
- Eupetaurus cinereus Thomas, 1888
- Eupetaurus nivamons Li et al., 2021
- Eupetaurus tibetensis Li et al., 2021